# Allen Payne
Allen Payne (* 7. Juli 1968 in New York City als Allen Roberts) ist ein US-amerikanischer Schauspieler.

## Leben und Leistungen
Der Afroamerikaner Payne war während seiner Kindheit von Armut und kriminellen Banden umgeben. Deshalb haben ihn seine Eltern, Allen Roberts und Barbara Peeves, zu dieser Zeit aus der Umgebung geholt und dafür gesorgt, dass er in einem Jugendzentrum Theater gelernt hat, was sein Leben verändert hat.
Am Anfang studierte er Tanzkunst, entschied sich aber schließlich für eine Schauspielkarriere und debütierte an der Seite von Troy Beyer im Filmdrama Dächer des Todes aus dem Jahr 1989. Im Thriller New Jack City (1991) spielte er neben Wesley Snipes und Ice-T eine der größeren Rollen. Im Filmdrama Jason’s Lyric (1994) übernahm er die Hauptrolle eines Mannes, dem seine Freundin Lyric (Jada Pinkett Smith) sein Kindheitstrauma zu überwinden hilft. Es folgten weitere größere Rollen wie im für das Fernsehen produzierten Kriegsfilm Die Ehre zu fliegen aus dem Jahr 1995 (neben Laurence Fishburne und Cuba Gooding junior) sowie im Filmdrama Teurer als Rubine aus dem Jahr 1998 (an der Seite von Renée Zellweger).
Die Hauptrolle im Kriminalfilm Blue Hill Avenue (2001) brachte Payne im Jahr 2002 den Black Reel Award und eine weitere Nominierung für den gleichen Preis. Im Sportdrama Playas Ball (2003) übernahm er eine der Hauptrollen. Später tauchte er auch in der Fernsehserie House of Payne (2006–2012) in einer Hauptrolle auf.

## Filmografie (Auswahl)
- 1989: Rooftops – Dächer des Todes (Rooftops)
- 1991: New Jack City
- 1990–1992: Die Bill Cosby Show (The Cosby Show, Fernsehserie, 10 Folgen)
- 1993: CB4
- 1994: Jason’s Lyric
- 1995: Vampire in Brooklyn (Wes Craven’s Vampire In Brooklyn)
- 1995: The Walking Dead
- 1995: Die Ehre zu fliegen (The Tuskegee Airmen)
- 1998: Teurer als Rubine (A Price Above Rubies)
- 1999: Double Platinum – Doppel Platin! (Double Platinum)
- 2000: Der Sturm (The Perfect Storm)
- 2001: 30 Years to Life
- 2001: Blue Hill Avenue
- 2003: Men Cry in the Dark
- 2003: Playas Ball
- 2006: Crossover
- 2006–2012: House of Payne (Fernsehserie, 104 Folgen)

## Auszeichnungen
- 2002: Nominierung für den Black Reel Award: Theatrical – Best Independent Actor für Blue Hill Avenue